# Palpares tigroides
Palpares tigroides är en insektsart som först beskrevs av Walker 1860.  Palpares tigroides ingår i släktet Palpares och familjen myrlejonsländor. Inga underarter finns listade i Catalogue of Life.